# Libertyville (Alabama)
Libertyville è un comune degli Stati Uniti d'America situato nella contea di Covington dello Stato dell'Alabama.